# Konrad Ott

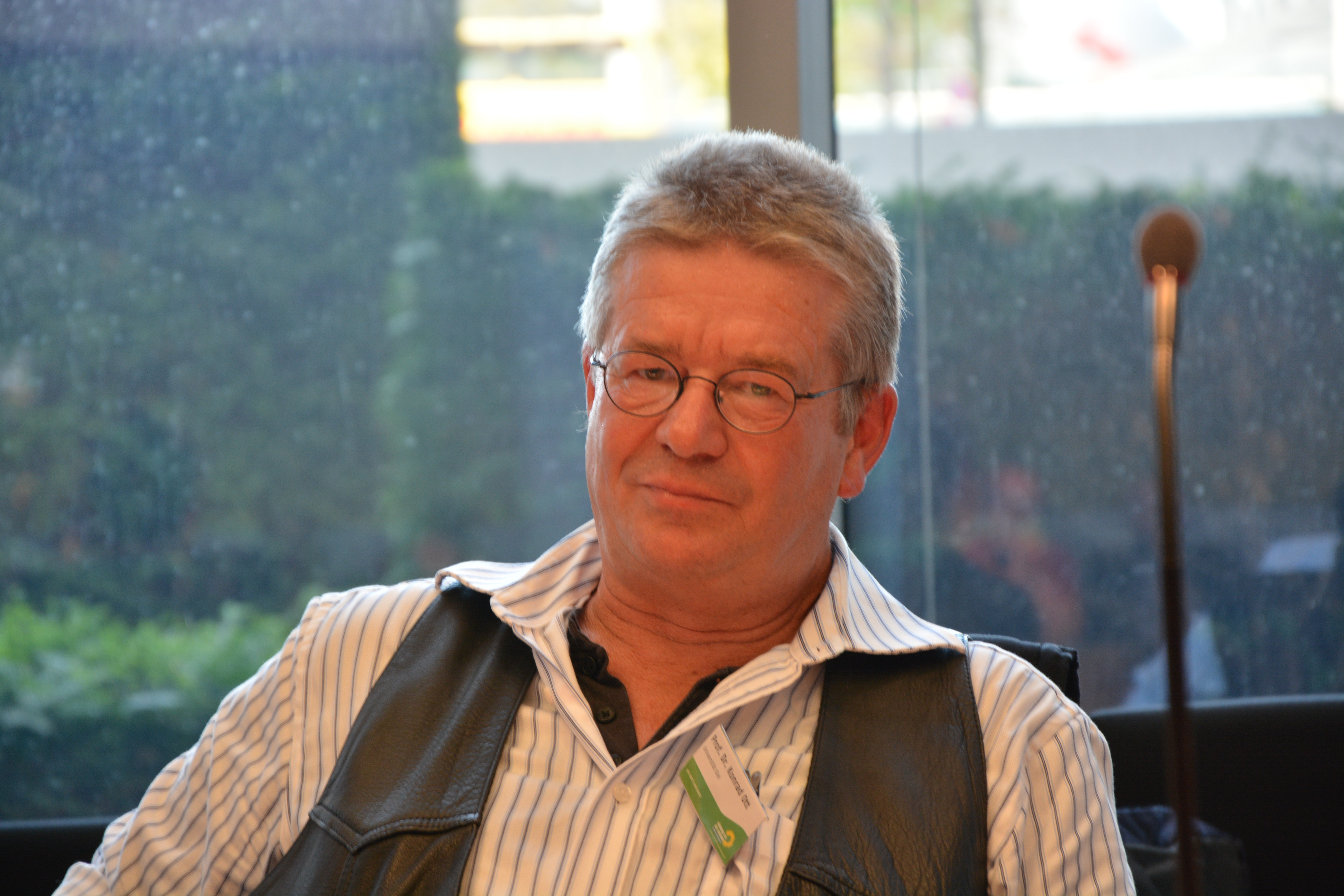
Konrad Ott (2014)

Konrad Ott (* 20. Mai 1959 in Bergkamen) ist ein deutscher Philosoph und Ethiker, der schwerpunktmäßig im Bereich der Bio- und Umweltethik forscht und lehrt. Er wirkte von 1997 bis 2012 als Professor für Umweltethik an der Universität Greifswald und ist seitdem als Professor für Philosophie und Ethik der Umwelt an der Universität Kiel tätig. Von 2000 bis 2008 gehörte er dem Sachverständigenrat für Umweltfragen der deutschen Bundesregierung an.

## Leben
Konrad Ott wurde 1959 in Bergkamen geboren und studierte von 1981 bis 1986 Philosophie, Geschichte und Germanistik an der Johann Wolfgang Goethe-Universität Frankfurt am Main, an der er auch 1989 unter Jürgen Habermas promovierte und von 1990 bis 1992 einen Lehrauftrag innehatte. Er gilt als Vertreter der ‚dritten Generation‘ der Frankfurter Schule. Von 1991 bis 1993 wirkte Ott als Post-Doc-Stipendiat am Graduiertenkolleg des Zentrums für Ethik in den Wissenschaften an der Eberhard Karls Universität Tübingen. Anschließend übernahm er in den Jahren 1993/1994 als Dozent in Tübingen die Vertretung des Lehrstuhls „Ethik in den Biologischen Wissenschaften“.
1995 wurde Ott an der Universität Leipzig habilitiert, im gleichen Jahr wechselte er an das Institut für Sozialethik der Universität Zürich, wo er bis 1999 als Mitarbeiter im Forschungsprojekt „Technikfolgenabschätzung und Ethik“ tätig war. Während dieser Zeit erhielt er 1997 einen Ruf an die Ernst-Moritz-Arndt-Universität Greifswald, an der er bis 2012 die einzige deutsche Professur für Umweltethik innehatte. Seit Juni 2012 fungiert er als Professor für Philosophie und Ethik der Umwelt an der Christian-Albrechts-Universität zu Kiel.
Konrad Ott ist verheiratet und Vater von vier Kindern.

## Wirken
Schwerpunkte der Forschung von Konrad Ott sind unter anderem Diskursethik, nachhaltige Entwicklung, Akzeptanzprobleme des Naturschutzes und dessen ethisch-moralische Begründung, Naturschutzgeschichte, ethische Aspekte des Klimawandels, grüne Gentechnik sowie Technikfolgenabschätzung. Neben Umweltethik hält er beispielsweise auch Lehrveranstaltungen in den Bereichen Bioethik, Theorie und Geschichte der Ökologie sowie Geschichte des Naturschutzes.
Konrad Ott ist seit den frühen 1980ern Parteimitglied bei Bündnis 90/Die Grünen. Er war von 2000 bis 2008 Mitglied im Sachverständigenrat für Umweltfragen der deutschen Bundesregierung und gehört seit 1998 dem Deutschen Rat für Landespflege an. Darüber hinaus wirkte er in der Deutschen UNESCO-Kommission und ist unter anderem in den wissenschaftlichen Beiräten des Umweltministeriums von Mecklenburg-Vorpommern, für Biodiversität und genetische Ressourcen des BMELV sowie des Unabhängigen Instituts für Umweltfragen tätig.

## Positionen
Konrad Ott erarbeitete eine stark ethisch geprägte Theorie der Nachhaltigkeit und trug, unter anderem durch die Monografie „Theorie und Praxis starker Nachhaltigkeit“, zur Differenzierung des theoretischen Nachhaltigkeitkonzepts in schwache und starke Nachhaltigkeit bei. Vor dem Hintergrund seiner stark durch Habermas’ Philosophie und politische Theorie geprägten Herangehensweise sind seine zentralen Merkmale der Bezug zu bestehenden Gerechtigkeitstheorien und der Versuch, das Naturkapital zu identifizieren und dieses aktiv zu diskutieren. Die Verknüpfung des Nachhaltigkeits- und des Gerechtigkeitsdiskurses sieht Ott als Mittel, die Gestaltung der Natur durch den Menschen in Einklang mit ihrer essentiellen Bewahrung zu bringen.
Ott äußert sich in einem Interview mit dem Titel NGOs sollen nicht moralisch überheblich werden kritisch gegenüber Einwanderung aus afrikanischen Staaten in die EU. Dort benennt und beschreibt er das moralische Dilemma, das im Kontrast dazu dadurch entsteht, dass für Flüchtlinge das Grundrecht auf Asyl gewahrt werden müsse.

## Werke (Auswahl)
- Über die deutsche Revolution: Ein Beitrag zu vielen Beiträgen dieser Tage. Haag und Herchen, Frankfurt am Main 1991, ISBN 3-89228-596-9.
- Menschenkenntnis als Wissenschaft: Über die Entstehung und Logik der Historie als der Wissenschaft vom Individuellen. Haag und Herchen, Frankfurt am Main 1991, ISBN 3-89228-670-1.
- Das Wechselspiel von Architektur und Theologie. Akademie der Diözese Rottenburg-Stuttgart, Stuttgart 1992, ISBN 3-926297-44-1.
- Ökologie und Ethik: Ein Versuch praktischer Philosophie. Attempo, Tübingen 1993, ISBN 3-89308-162-3.
- Vom Begründen zum Handeln: Aufsätze zur angewandten Ethik. Attempo, Tübingen 1996, ISBN 3-89308-227-1.
- Ipso facto: Zur ethischen Begründung normativer Implikate wissenschaftlicher Praxis. Suhrkamp, Frankfurt am Main 1997, ISBN 3-518-58243-7.
- Ethik in der Informatik. WSI, Tübingen 1999 (als Mitherausgeber)
- Technikfolgenabschätzung und Ethik: Eine Verhältnisbestimmung in Theorie und Praxis. Gemeinsam mit Barbara Skorupinski. ETH, Zürich 2000, ISBN 3-7281-2745-0.
- Spektrum der Umweltethik. Metropolis, Marburg 2000, ISBN 3-89518-289-3.
- Reasoning Goals of Climate Protection: Specification of Article 2 UNFCCC; Research Report 20241252. Umweltbundesamt, Berlin 2004.
- Moralbegründungen zur Einführung. Junius, Hamburg 2005, ISBN 3-88506-614-9 (3. Aufl.: 2021, ISBN 978-3-88506-677-4).
- Theorie und Praxis starker Nachhaltigkeit. Gemeinsam mit Ralf Döring. Metropolis, Marburg 2008, ISBN 978-3-89518-695-0.
- Umweltethik zur Einführung. Junius, Hamburg 2010, ISBN 978-3-88506-677-4.
- Geo-Engineering: Notwendiger Plan B gegen den Klimawandel? Gemeinsam mit Patrick R. Mooney. Oekom, München 2010, ISBN 978-3-86581-226-1.
- Naturethik und biblische Schöpfungserzählung. Ein diskurstheoretischer und narrativ-hermeneutischer Brückenschlag. Gemeinsam mit Christof Hardmeier. Kohlhammer, Stuttgart 2015, ISBN 978-3-17-028352-7.
- Zuwanderung und Moral. Reclam, Stuttgart 2016, ISBN 978-3-15-019376-1.
- Handbuch Umweltethik. Hrsg.: Konrad Ott/Jan Dierks/Lieske Voget-Kleschin (Hrsg.), Metzler, Stuttgart 2016, ISBN 978-3-476-02389-6.
- Epistemology, Economics, and Ethics. A Practical Philosophy of Prehistoric Archaeology Sidestone Press Academics, Leiden 2023, ISBN 978-94-6427-081-5, https://doi.org/10.59641/v9144yh